# Активний рахунок
Активні рахунки — бухгалтерські рахунки для обліку стану та руху господарських засобів і контролю за їх залишками. До активних рахунків належать усі інвентарні рахунки: 
- основних засобів (код рахунків 01);
- сировини й матеріалів, готової продукції (код рахунків 02);
- а також каса й ті з розрахункових рахунків, що слугують для обліку коштів і відносин з дебіторами, наприклад рахунки відвантажених товарів, виконаних робіт і послуг, розрахунки з підзвітними особами, розрахунковий рахунок у банку тощо (код рахунків 03).

Операції, які збільшують даний вид засобів, записуються у дебеті активних рахунків, а операції, що зменшують їх, — у кредиті. Перевищення суми дебету над сумою кредиту на певну дату записується в активі балансу. 
На активних бухгалтерських рахунках: 
- початкове сальдо записується за дебетом рахунку;
- записи, що характеризують збільшення господарських засобів, записуються за дебетом рахунку;
- записи, що характеризують зменшення господарських засобів, записуються за кредитом рахунку;
- кінцеве сальдо записується за дебетом рахунку.

Активні рахунки банківського обліку показують розміщення засобів, коштів. Причому засоби (наприклад, грошові кошти) суб'єктів господарювання, відображуються на активних рахунках, а засоби банків — на пасивних рахунках.